# Christopher Buxton
Christopher Buxton (1562-1588) fue un sacerdote católico inglés y mártir.
Nacido en Derbyshire en 1562, fue alumno de Nicholas Garlick en la Escuela de Gramática, en Tideswell, Distrito de Peak. Estudió para el sacerdocio en Reims y Roma, y fue ordenado en 1586.
En julio de 1582 Buxton llegó con dos compañeros a Reims. En 1584 es enviado a la Universidad inglesa en Roma donde es ordenado el 26 de octubre de 1586. Tuvo un viaje largo y difícil a través de Europa, pasando por Reims en su camino a Dieppe. En septiembre de 1587 llega a Kent, pero fue arrestado allí en noviembre y encarcelado en Marshalsea. El 15 de agosto de 1588, es interrogado y admite ser sacerdote. Como es tan joven, creen que su constancia podría ser quebrantada por la vista de las muertes de sus compañeros, y le ofrecen la vida a cambio de que acepte la nueva religión; pero él contesta que no compraría una corruptible vida a tal precio, y que si dispusiera de cien vidas de buen grado las entregaría en defensa de su fe.
Mientras se encontraba en la prisión de Marshalsea escribió un Rituale, el manuscrito del cual es ahora preservado como reliquia en Olney, Buckinghamshire. Envió este manuscrito a un sacerdote, como última muestra de su amistad, el día antes de ser ejecutado. Fue llevado a Canterbury para su juicio y ejecución po ahorcado, arrastrado y descuartizado a finales de septiembre. Christopher Buxton está considerado uno del Mártires de Oaten Hill, y fue beatificado por el papa Pío XI en 1929.